# 러시아 1
로시야 1(러시아어: Россия 1)은 러시아의 국영 텔레비전 채널이다. 로시야 1은 ‘전러시아 국립 텔레비전 및 라디오 회사’(VGTRK)에 속해 있으며, 현재 이름을 바꾸기 전까지는 РТР(RTR, Russia television)이라는 이름으로도 알려져 있었다. 러시아 전 지역과 독립 국가 연합에 방송되고 있다. 뉴스와 시사를 중심으로 드라마와 예능 등의 다양한 프로그램을 편성하고 있다.

## 역사
로시야 1은 1965년 소비에트 연방의 프로그램 3이라는 이름으로 창설되었다. 이후 1967년 전연방 텔레비전 2프로그램이라는 이름으로 새로운 채널이 되었으며, 프로그램4(현재 러시아 NTV)와 모스크바 프로그램을 3채널로 옮겼다. 2프로그램은 다시 1976년 전연방 2텔레비전으로 옮겨졌으며, 1984년 전연방 텔레비전 2채널라는 이름으로 바뀌었다.
소련이 무너진 직후 1991년에 잠시 러시아 텔레비전(РТВ)란 이름으로 바뀌다가 1993년에 RTR이라는 이름으로 바뀌었다. 1997년에 RTR2란 채널이 개국하면서 잠시동안 RTR1란 이름을 가졌으나, 1998년 RTR2가 쿨투라(Kultura, 현 러시아 K)로 바뀌면서 RTR1도 원래의 RTR로 돌아왔다. 2002년부터는 국명인 Россия(로시야)란 이름으로 부여되었고, 2010년에 스포츠 채널이 러시아 2(Россия-2)란 이름으로 부여되면서 현재의 Россия-1(로시야 1)이란 이름을 갖게 되었다.

## 시청률
러시아 1은 러시아 텔레비전 방송 중 2번째로 가장 시청률이 높은 방송이다. 도시에 거주하는 러시아인 75%가 이 방송을 시청하고 있다. 2013년에는 매일 약 1억 17만명이 시청하였던 것으로 추정되었다.

## 주요 프로그램
- 우트로 로시(Утро России) - 아침 정보 프로그램 (월~금 오전 5시부터 방송된다.)
- 베스티(Вести) - 로시야 1를 비롯한 VGTRK의 뉴스 프로그램.
- 도스토옙스키(Достое́вскій) - 2010년에 방영된 8부작 사극으로 러시아의 표도르 도스토옙스키의 일대기를 다룬다.

## 로고 변천사
1991년 이후의 역대 로고를 다룬다.

РТР (두번째 로고) (1991.9.16 ~ 12.31)
РТР (세번째 로고) (1992.1.1 ~ 1993.10.31)
РТР (네번째 로고) (1993. 11.1 ~ 1998. 9. 7)
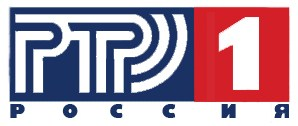
РТР-1 (1993~1998년 로고와 병행) (1997.11.1 ~ 1998.9.7)
РТР (다섯번째 로고) (1998.9.8 ~ 2001.9.14)
РТР (여섯번째 로고) (2001.9.15 ~ 2002.8.31)
телеканала «Россия» (일곱번째 로고) (2002.9.1 ~ 2008.12.23)
телеканала «Россия» (여덟번째 로고) (2008.12.24 ~ 2009.12.31)
телеканала «Россия-1» (아홉번째 로고) (2010.1.1 ~ 2012.3.14)
телеканала «Россия-1» (열번째 로고) (2012.3.15 ~ 9.30)
телеканала «Россия-1» (열한번째 로고) (2012.10.1 ~ 현재)

## 같이 보기
- 전러시아 국립 텔레비전 및 라디오 회사
- 러시아 2
- 러시아 24
- 러시아 K